# 巴陶加
巴陶加（Batauga）是印度尼西亚东南苏拉威西省的一个城镇，是南布顿县的县治所在，位于苏拉威西岛东南的布顿岛南部。2010年统计，巴陶加所在的巴陶加区（Kecamatan Batauga）共有13,993人。

## 资料来源
1. ↑  Biro Pusat Statistik, Jakarta, 2011.